# Renault Sport Spider
Der Renault Sport Spider wurde ursprünglich als Cup-Spider für den Rennsport entworfen (Renault Sport Spider Trophy im Vorfeld der Formel 1) und von der Renault Motorsport-Einheit Renault Sport in Dieppe gebaut.
Die futuristische Karosserie mit den nach oben aufschwenkenden Scherentüren hat in der ursprünglichen Ausführung keine Windschutzscheibe; stattdessen ist sie so geformt, dass der heranströmende Fahrtwind über die Insassen hinweggeleitet wird. Renault empfahl, einen Helm zu tragen, um sich während der Fahrt vor Insekten und Steinchen zu schützen.
In der Zeit von Frühjahr 1995 bis Herbst 1999 wurde der Spider auch als Straßenversion mit Windabweiser oder mit einer beheizbaren Windschutzscheibe hergestellt. Es entstanden 1493 Fahrzeuge.
Der Wagen hat einen Aluminiumrahmen, bestehend aus einem Hauptrahmen und je einem Hilfsrahmen vorn und hinten. Der Motor ist als Mittelmotor im hinteren Hilfsrahmen quer eingebaut und leistet aus 2,0 Liter Hubraum 108 kW (147 PS). Alle Räder sind einzeln aufgehängt, vorn an doppelten Dreieckslenkern und hinten an Dreiecksquer- und -längslenkern. An beiden Achsen gibt es Stabilisatoren. Vorn sind die Federbeine quer und liegend eingebaut, um eine geringe Höhe der Karosserie zu ermöglichen.
Die Außenhaut des Spiders besteht aus GfK (Glasfaserverstärkter Kunststoff) und ist mit dem Chassis verschraubt. Das Gewicht der stabilen GfK-Karosserie führt zu dem relativ hohen Gesamtgewicht des Spiders von etwa 965 kg in der Variante mit Windschutzscheiben. Der Windabweiser-Spider ist mit rund 930 kg etwas leichter. Die Gesamtkonstruktion verhilft dem Spider aber dennoch zu respektablen Fahrleistungen und einer hervorragenden Straßenlage. Für die entsprechende renntaugliche Verzögerung sorgt die ursprünglich im Alpine 610 Turbo verwendete Scheibenbremsanlage.
Außer den ausschließlich in Längsrichtung verstellbaren Schalensitzen von Recaro bietet der Spider eine entsprechend der Größe des Fahrers verstellbare Pedalerie. Verdeck, Heizung, Radio, Bremskraftverstärker, Servolenkung und Hilfseinrichtungen wie ABS oder gar ESP gibt es im Spider nicht. Als einziges Sicherheitszugeständnis wurde der Windschutzscheiben-Spider ab Werk mit einem Raid-Airbag-Lenkrad (365 mm) ausgestattet, während der Windabweiser-Spider nur mit einem herkömmlichen 3-Speichen-Lenkrad ohne Airbag ausgeliefert wurde.
Im Stand kann der Innenraum beider Spider-Varianten jeweils mit einer aufknöpfbaren Persenning vor eindringendem Regenwasser geschützt werden; für den Fahrbetrieb bei Regen ist diese mit einem Reißverschluss in der Mitte teilbar.
Claude Fior hatte von 1994 bis 1996 im Auftrag für Renault Sport den Spider sowie den Windschutzscheiben-Nachfolger entwickelt.

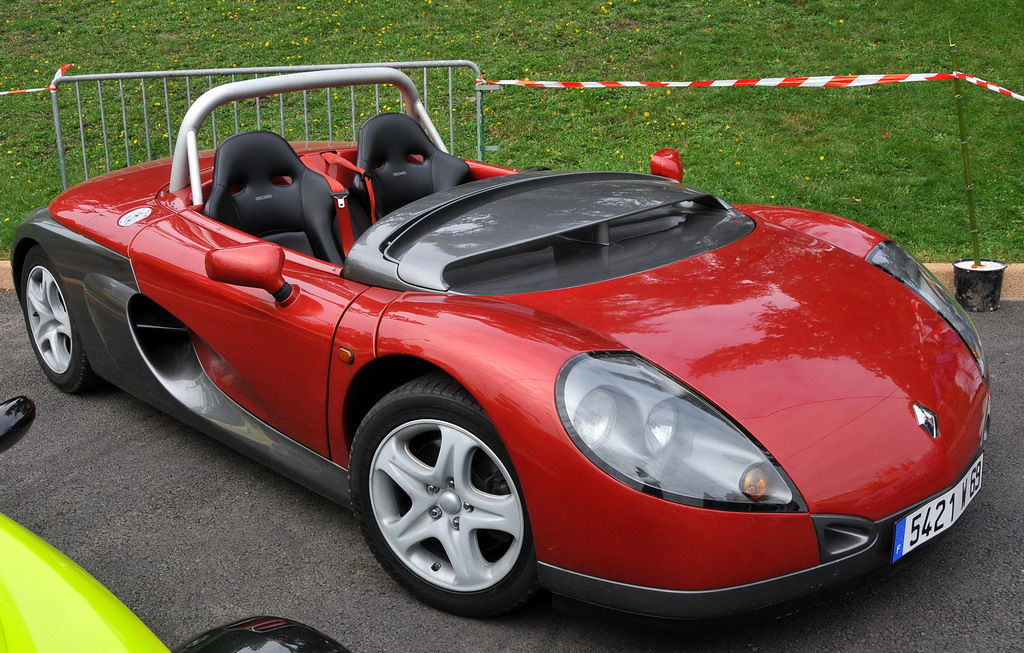
Erste Generation ohne Windschutzscheibe
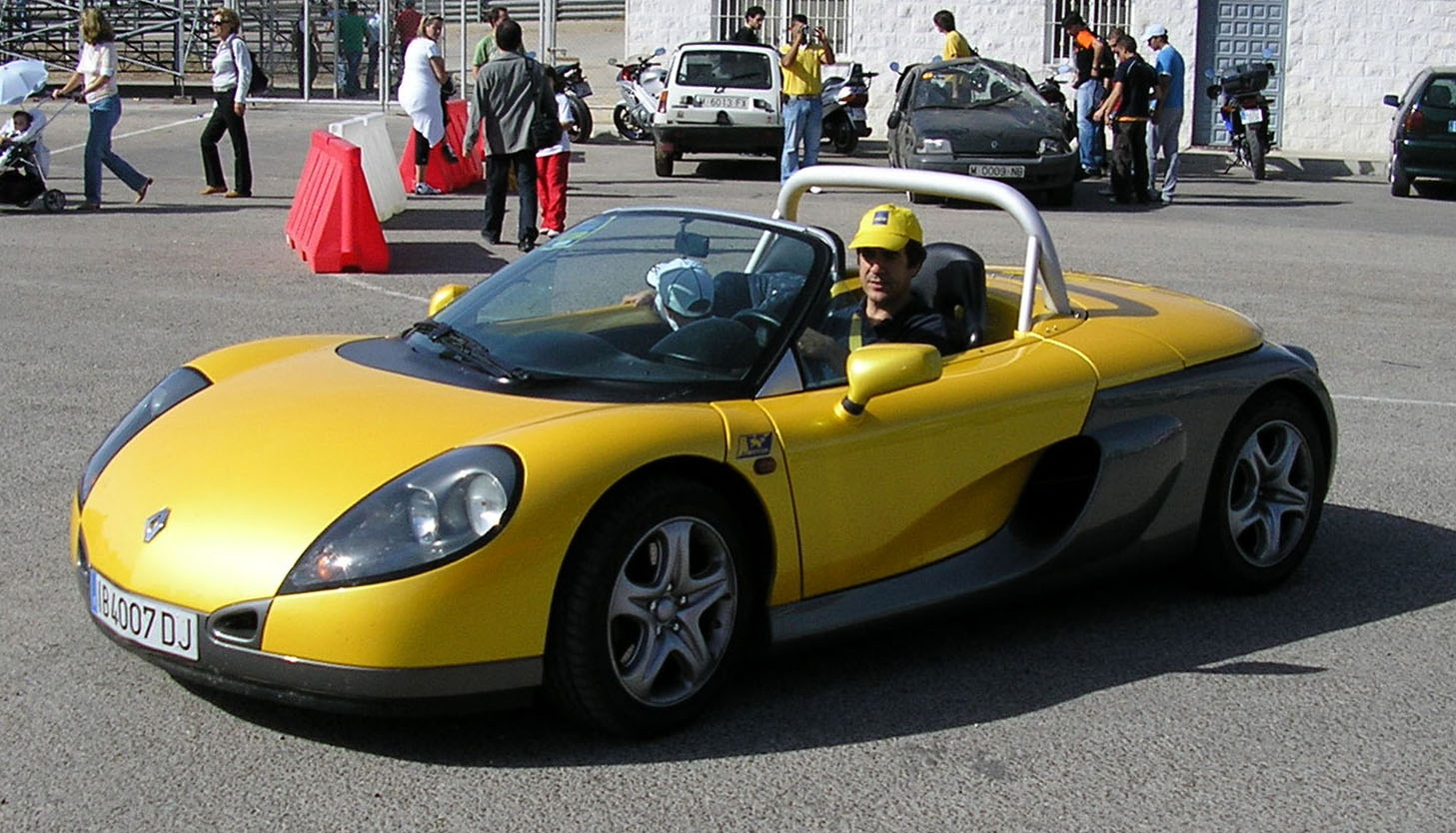
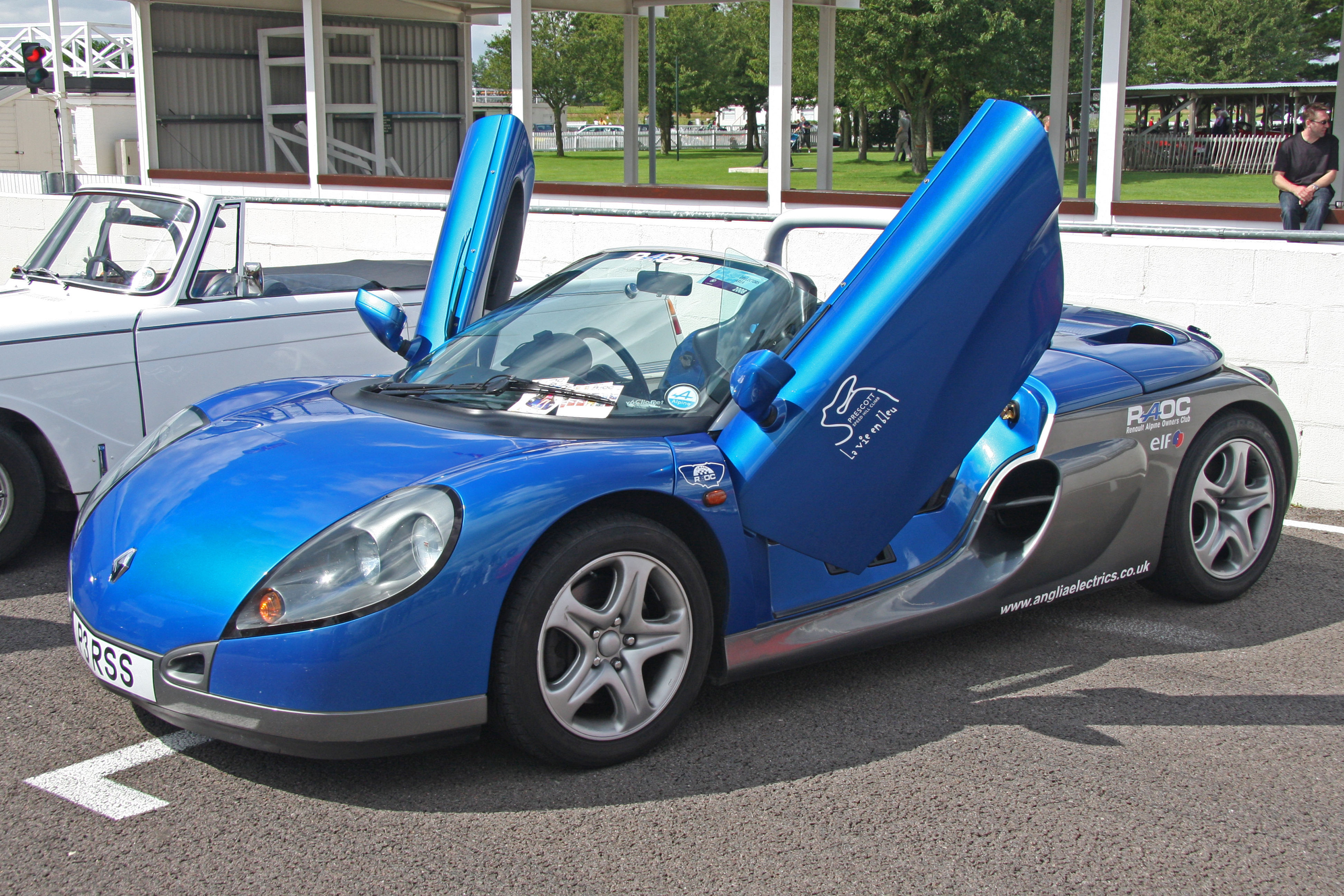
Scherentüren sind Serienausstattung
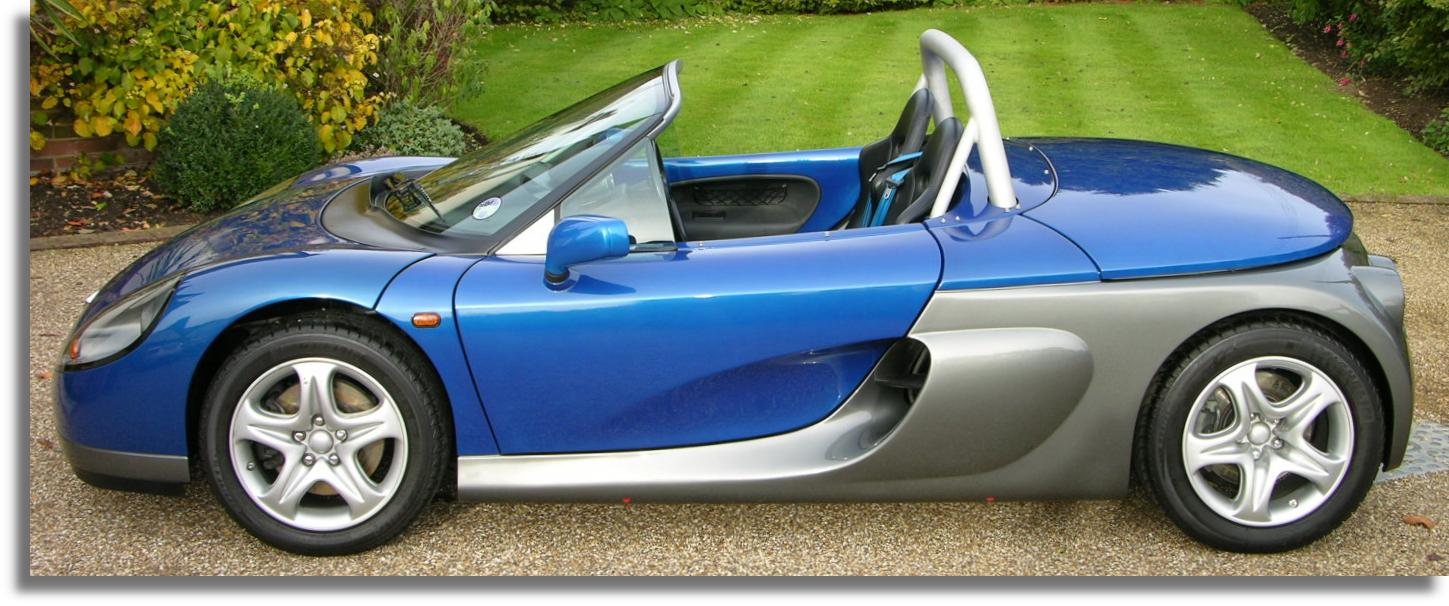
Seitenansicht
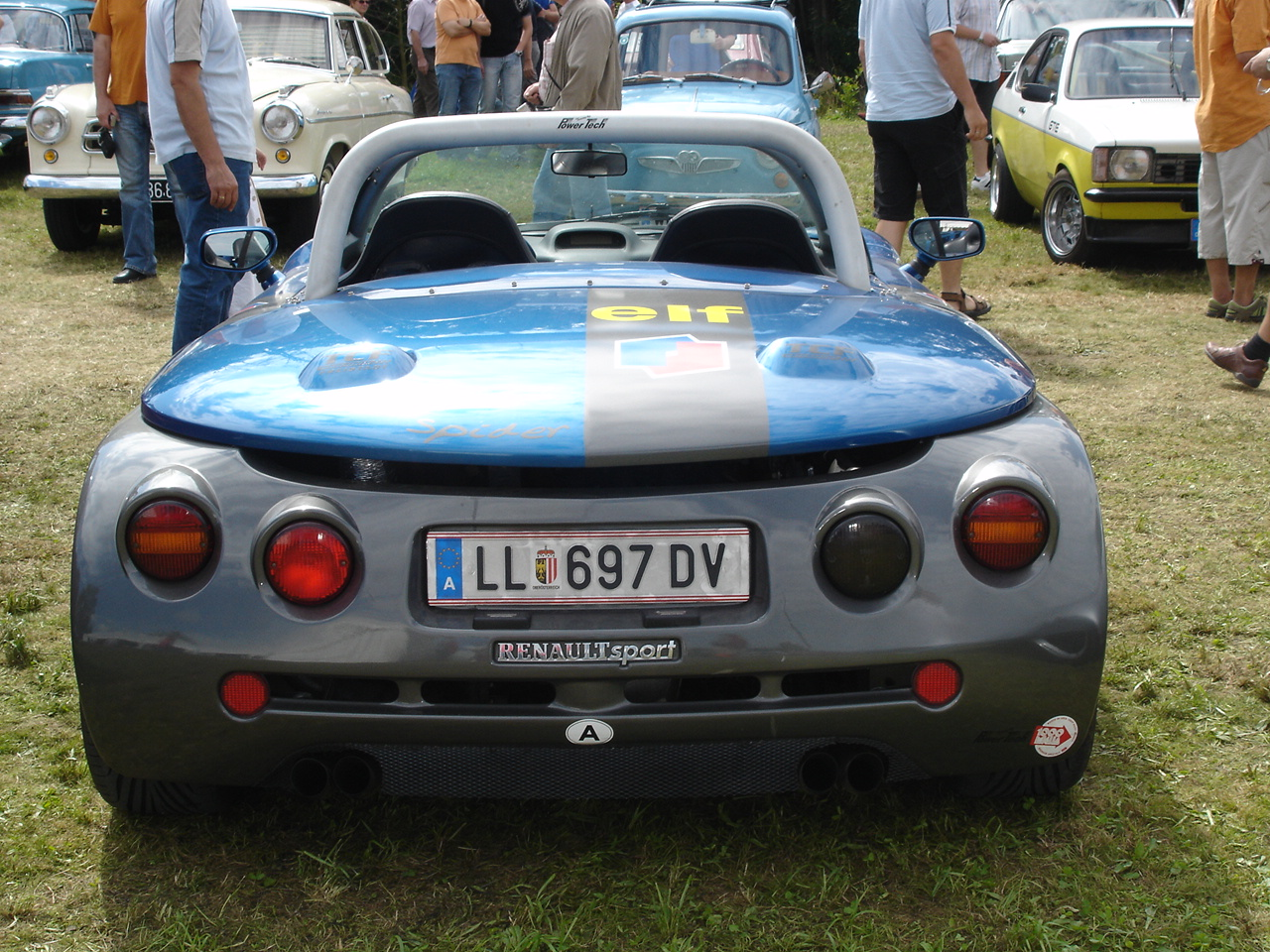
Heckansicht
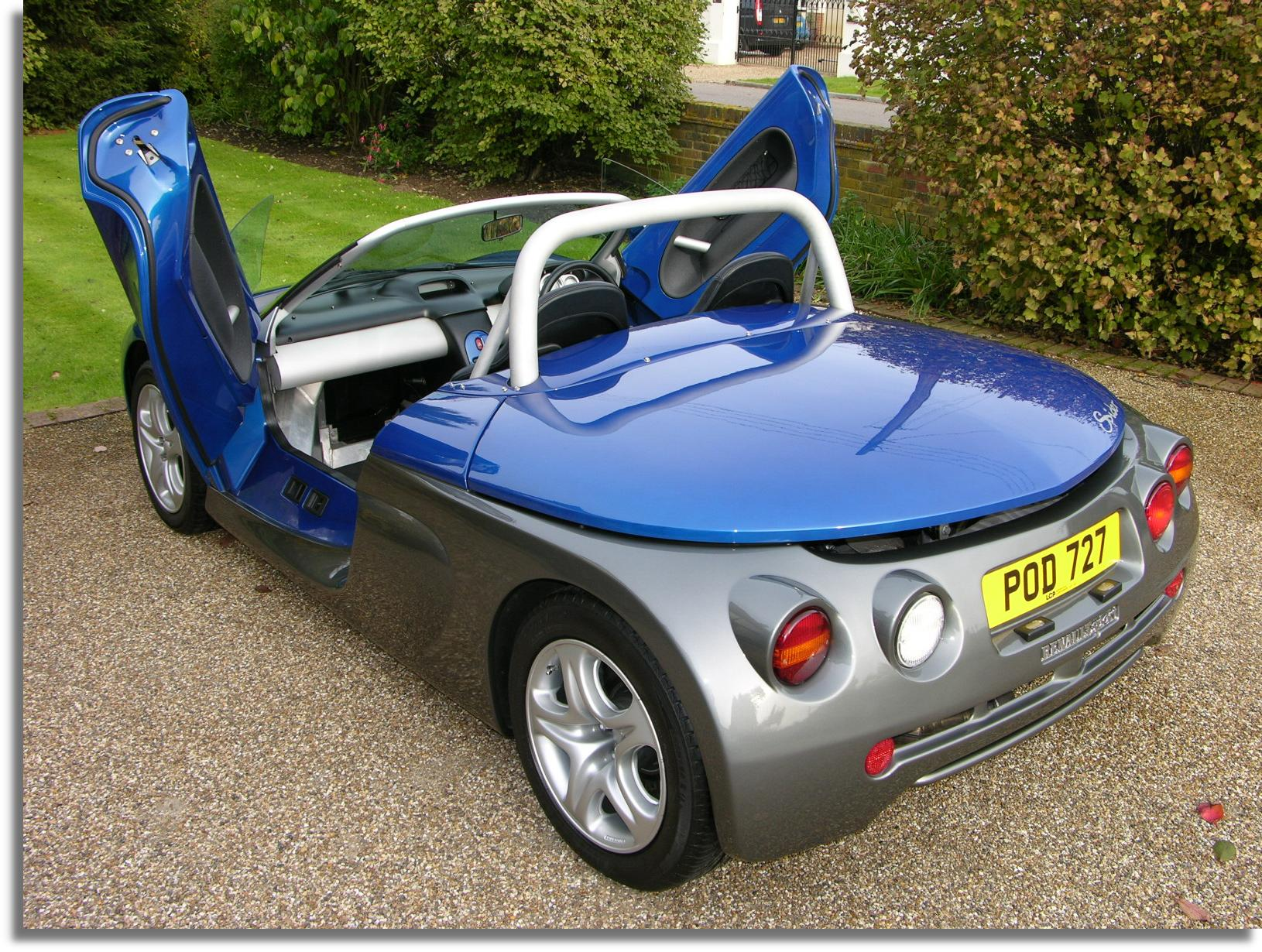
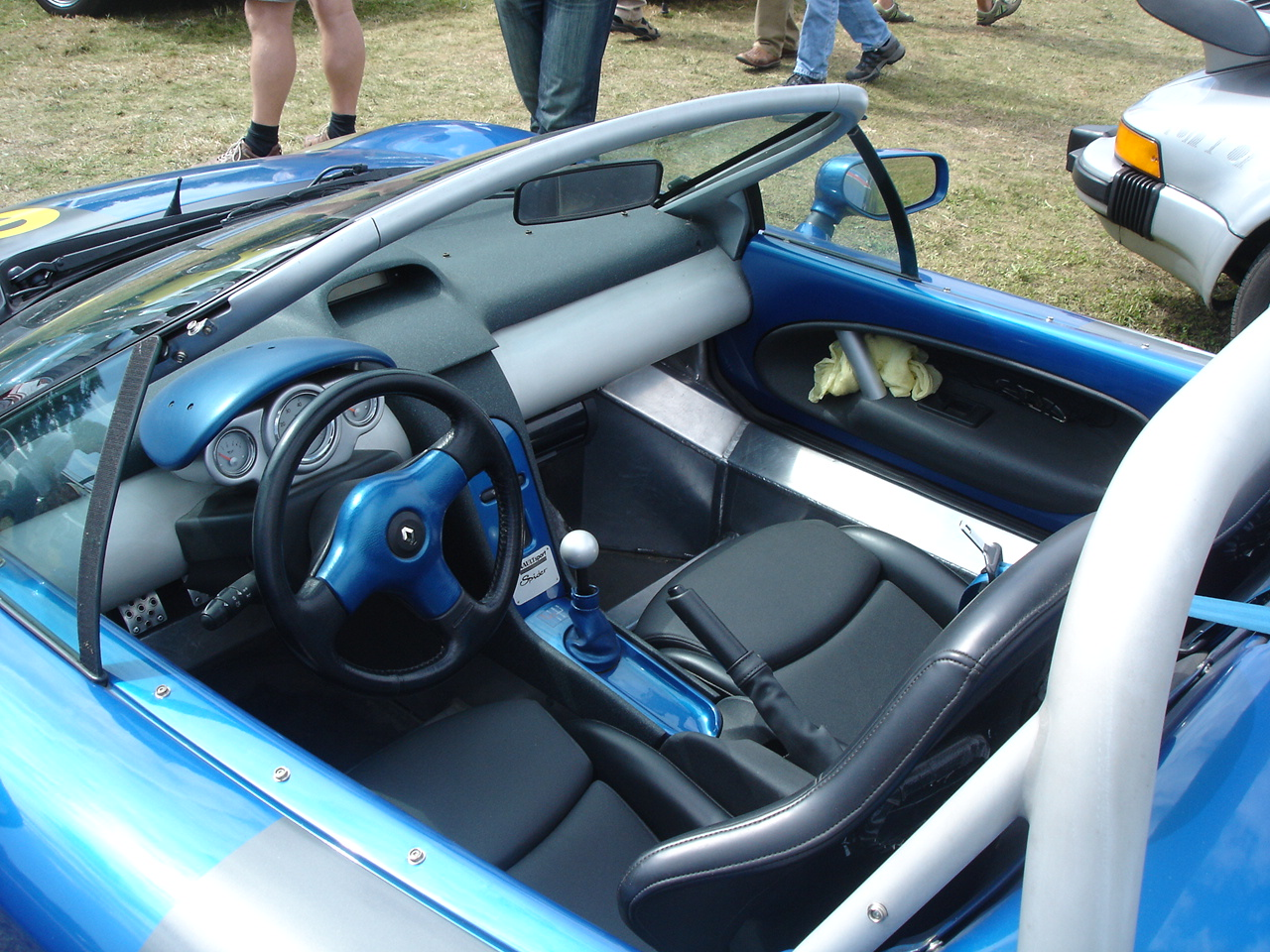
Innenraum